# 빛가온중학교
빛가온중학교(빛가온中學校)는 대한민국 경기도 광명시 일직동에 있는 공립 중학교이다.

## 학교 연혁
- 2020년 1월 10일 : 시설공사 준공
- 2020년 3월 1일 : 빛가온중학교 12학급 인가, 개교
- 2020년 3월 1일 : 초대 박행자 교장 취임
- 2020년 4월 16일 : 제1회 입학식(남 93명, 여 104명 총 197명 입학)
- 2021년 1월 12일 : 제1회 졸업식(남 22명, 여 19명 총 41명 졸업)
- 2023년 9월 1일 : 제3대 이문수 교장 취임
- 2024년 1월 9일 : 제4회 졸업식(남 94명, 여 116명 총 210명 졸업) [누계 532명]
- 2024년 3월 4일 : 제5회 입학식(남 97명, 여 121명 총 218명 입학)

## 참고 자료
- 빛가온중학교 - 한국교육학술정보원 학교알리미